# 石稲荷神社
石稲荷神社（いしいなりじんじゃ）は、東京都台東区の神社。

## 歴史
貞享4年（1687年）に創建された。当時は武蔵国豊島郡金杉村大塚という地名であった。夜泣き防止のご利益があるとされ、多くの人が訪れた。

## 酒井抱一と幟
当社は酒井抱一が奉納した幟があることで知られている。抱一は姫路藩藩主酒井忠恭の孫として生まれたが、武家ではなく芸術の道に進んだ風流人である。後半生は当地にて草庵を編み、文化人との交流を楽しみ、悠々自適の生活を送った。この幟は「正一位石稲荷大明神金杉村大塚抱一道人拝書」と書かれており、現在でも例祭日に立てられている。

## 交通アクセス
- 入谷駅より徒歩9分。